# Артур, Джозеф Чарлз
Джо́зеф Чарлз А́ртур (англ. Joseph Charles Arthur; 1850—1942) — американский ботаник и миколог.

## Биография
Родился 11 декабря 1850 года в городе Лоувилл штата Нью-Йорк в семье Чарлза и Энн Артуров. В возрасте 6 лет с семьёй переехал в город Чарльз-Сити в Айове. Артур поступил в Айовский колледж, в 1872 году получил степень бакалавра наук.
В 1876 году издал книгу, посвящённую цветковым растениям Айовы. Через год Колледж присвоил ему степень магистра наук. В 1897 году Джозеф Чарлз учился в Университете Джонса Хопкинса, затем — в Гарвардском университете. В 1886 году он стал доктором наук в Корнеллском университете. Затем работал в университетах Миннесоты и Висконсина.
В 1887 году Артур стал профессором Университета Пердью. В 1916 году он получил степень доктора юриспруденции в Университете Айовы. В 1920 году он стал доктором наук Айовского колледжа, а в 1931 году — Университета Пердью.
Скончался 30 апреля 1942 года в городе Брук штата Индиана.

## Роды грибов, названные в честь Дж. Ч. Артура
- Arthurella Zebrowski, 1936
- Arthuria H.S.Jacks., 1931
- Arthuriomyces Cummins & Y.Hirats., 1983